# Corvus imparatus
Corvus imparatus là một loài chim trong họ Corvidae.